# Maresme

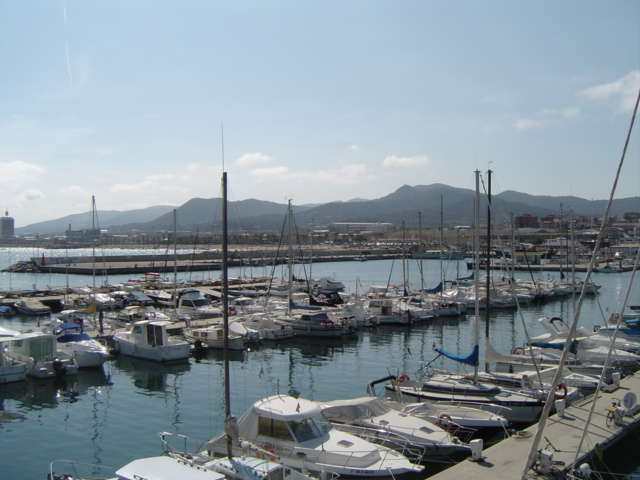
Hamnbild från Puerto de Mataró i grevskapet Maresme.

Maresme är ett grevskap, comarca, i den spanska regionen Katalonien. Det ligger vid Medelhavskusten, mellan Barcelonès i sydväst, Vallès Oriental i väster och Selva i nordost.
Den största staden i comarcan är huvudstaden, Mataró, med 124 099 innevånare 2013.

## Kommuner
Maresme är uppdelat i 30 kommuner, municipis.

- Alella
- Arenys de Mar
- Arenys de Munt
- Argentona
- Cabrera de Mar
- Cabrils
- Caldes d'Estrac
- Calella
- Canet de Mar
- Dosrius
- Malgrat de Mar
- El Masnou
- Mataró
- Montgat
- Òrrius
- Palafolls
- Pineda de Mar
- Premià de Dalt
- Premià de Mar
- Sant Andreu de Llavaneres
- Sant Cebrià de Vallalta
- Sant Iscle de Vallalta
- Sant Pol de Mar
- Sant Vicenç de Montalt
- Santa Susanna
- Teià
- Tiana
- Tordera
- Vilassar de Dalt
- Vilassar de Mar